# Мустафин, Дмитрий Исхакович
Дмитрий Исхакович Мустафин (26 июня 1954, Саратов — 4 февраля 2023) — советский и российский учёный-химик, доктор химических наук, профессор Российского химико-технологического университета имени Д. И. Менделеева.

## Биография
Родился 26 июня 1954 года в Саратове в семье советского химика, профессора Исаака Савельевича Мустафина (1908—1968).
Окончил с золотой медалью в Саратове среднюю школу № 42 с преподаванием ряда предметов на английском языке. С 10 лет снимался в программах Саратовской студии телевидения, с 1969 года вёл еженедельную научно-популярную телепрограмму «Клуб под знаком Зодиака» и с 1963 года — воскресную радиопередачу «Юный ленинец». Печатается в газете «Заря молодёжи», делает теле- и радиорепортажи.
По окончании школы в 1971 году поступил в саратовский государственный университет имени Н. Г. Чернышевского на химический факультет, а затем в 1972 году — на механико-математический факультет, с 1972 года одновременно учился на двух факультетах. За особые заслуги в учёбе и научной работе был удостоен Ленинской стипендии.
В 1976 году успешно защитил дипломную работу по теме «Синтез и исследование взаимодействия редкоземельных элементов с полиоксибензойными кислотами». Получив диплом с отличием, в 1976 году поступил в аспирантуру на кафедру неорганической химии саратовского государственного университета. Научными руководителями становятся декан химфака, доцент (впоследствии — профессор) Ольга Васильевна Сиванова, а также профессор (впоследствии член-корреспондент РАН) Института геохимии и аналитической химии им. В. И. Вернадского АН СССР Лев Александрович Грибов.
В 1980 году защитил кандидатскую диссертацию на тему «Физико-химическое исследование хлорида цетилпиридиния и продуктов его взаимодействия с ксантеновыми производными и редкоземельными элементами».
С 1981 года работал доцентом кафедры неорганической химии Саратовского государственного университета.
В 1982 году принят по конкурсу на работу на кафедру общей и неорганической химии в Московский химико-технологический институт имени Д. И. Менделеева.
С 1986 по 1989 год работал на кафедре физической химии и электрохимии Миланского государственного университета по договору о сотрудничестве между МХТИ и Миланским университетом.
С 1989 по 1991 год работал советником итальянской нефтяной компании «Прометеус».
С 1992 по 1997 год работал в международной исследовательской экологической лаборатории «Delta Lab» в Италии и Великобритании.
В 2003 году защитил диссертацию на соискание учёной степени доктора химических наук на тему «Проблемы растворимости сульфатов щелочных металлов в неводных и смешанных растворителях».
С 2006 года перешёл на кафедру проблем устойчивого развития (с 2013 года — кафедра ЮНЕСКО «Зелёная химия для устойчивого развития») РХТУ им. Д. И. Менделеева.
На протяжении многих лет Д. И. Мустафин являлся автором и научным комментатором ряда популярных телевизионных программ и фильмов серии «Среда обитания», «Теория заговора», «Народная медицина», «Контрольная закупка» (Первый канал); «История Всероссийского обмана», «Русские сенсации», «Новые русские сенсации», «Красота», «Программа Максимум», «Развод по-русски», «Чудо техники», «Сегодня», «Центральное телевидение» (НТВ); «Реальный мир» (5 канал);. «Вечная жизнь» (Россия 2); «Тайны мира» (РенТВ); «Красота без жертв» (Домашний); «Нераскрытые тайны», «Дела житейские» (канал «Доверие») и др.
Скончался 4 февраля 2023 года.

## Научная деятельность
Научная деятельность Д. И. Мустафина весьма разносторонняя: широко известны его работы по неорганической химии комплексных соединений редкоземельных элементов с различными лигандами.
С 1982 года успешно работал в области термодинамики, занимаясь исследованием растворимости в неводных и смешанных растворителях.
С 2006 перешёл к исследованиям в области зелёной химии для устойчивого развития.
Особое место занимают работы Д. И. Мустафина в области истории науки и, в частности, истории химии.

## Педагогическая деятельность
Д. И. Мустафин в разные году читал лекции и проводил занятия по следующим курсам «Общая химия», «Неорганическая химия», «Методика преподавания химии», «Комплексные соединения», «Теоретические основы химии», «Химия элементов», «Физико-химические методы исследования комплексных соединений», «Проблемы устойчивого развития», «Глобальные экологические проблемы, история и методология химии», «История химии для устойчивого развития».
В 2005 Международный биографический центр (For significant contribution in the science International Biographical Centre (Cambridge, England) включил полную биографию Мустафина в 8-е издание справочника «Кто есть кто в науке и технике» («Who is Who in Science and Engineering, 2005—2006»), и присвоил Д. И. Мустафину почетные звания: «Выдающийся учёный 21 века», «Выдающийся учёный мира 2005 года», включив статьи о его жизни и деятельности в соответствующие справочники: «The outstanding Scientist of the 21st Century Awards», и «Leading Scientists of the World 2005».
В 2007 году ему присвоено Почетное звание «Заслуженный деятель науки и образования».
В 2008 году, учитывая вклад в развитие отечественного образования и лекторское мастерство, решением Президиума Российской Академии Естествознания от 10.01.2008 г награждён дипломом «Золотая кафедра» серии «Золотой фонд отечественной науки».

## Труды
- Пространственная и электронная структуры, электростатические потенциалы некоторых ксантеновых производных и продуктов их взаимодействия с цетилпиридинием. // Доклады Академии наук CCCP, 1980, T. 255, № 2, с. 361-364.
- Расчёт методом Монте Карло структурных и термодинамических характеристик ацетона и системы Nа+ — ацетон при 298 K. // Журнал структурной химии, 1989, т. 30, № 2, c. 113—118.
- Растворимость в тройных системах вода-диметилсульфоксид-сульфат натрия (сульфат калия). // Журнал общей химии, 1989, т. 59, № I0, c. 2196 — 2201.
- Solubility Data Series. Volume 52. Alkaline Earth Hydroxides in Water and Aqueous Solutions. Oxford — New York — Seoul — Tokyo: Pergamon Press , 365 p.
- My beloved Russia. — Fearn, Ross-shire, Scotland: Christian Focus Rublications, 2005, 192p.
- Dear granddaughters of Mendeleev. // Bull. Chem. Technol. Macedonia, 25, (2), 2006, p. 40-53
- Изучение проблем устойчивого развития и школьный экологический мониторинг водоемов. // Химия в интересах устойчивого развития, 2008, № 16, с.607-614.
- Петровский путевой дворец. Памятник истории в концепции устойчивого развития. — М.: изд-во Московский учебник, 2008, 135 с.
- Биография и научные взгляды профессора И. С. Мустафина. //Журнал Вопросы истории, естествознания и техники. 2009, № 3, с. 135-152.
- D.I. Mendeleev and the Problems of Sustainable Development. // Chemistry International, 2009, May-June, volume 31, No 3, p. 31-34.
- Nanotechnologies and sustainable development. // International Scientific Journal for Alternative Energy and Ecology, 2009, N11(79), p. 142-145.
- Исаак Савельевич Мустафин. Серия «Профессора Саратовского университета». // Известия Саратовского университета. Новая серия, 2009, том 9. 32с.
- Проблемы устойчивого развития. История появления и становления концепции устойчивого развития: учеб. пособие. — М. : РХТУ им. Д. И. Менделеева, 2010. — 96 с.
- История химии для устойчивого развития: учеб. пособие. — М.: РХТУ им. Д. И. Менделеева, 2010. — 88 с.
- Мониторинг речных беспозвоночных. — London, UK: The Ludo Press Ltd, 2011. — 8p.
- La mia amata Russia. — Roma.: Cotroneo Editore S.n.c., 2013. 239 p.